# Leitenberg (Steinwiesen)
Leitenberg (auch Leuthenberg genannt) ist eine Wüstung auf dem Gemeindegebiet des Marktes Steinwiesen im Landkreis Kronach (Oberfranken, Bayern).

## Geographie
Die Einöde lag nördlich von Steinwiesen auf einer Höhe von 411 m ü. NHN am Fuße des Leitenbergs (510 m ü. NHN, 0,4 km südlich). Im Osten fällt das Gelände ins Tal eines namenlosen Bachs ab, der etwas weiter westlich als linker Zufluss in die Rodach mündet.

## Geschichte
Mit dem Gemeindeedikt wurde Leitenberg dem 1808 gebildeten Steuerdistrikt Steinwiesen und der 1818 gebildeten Ruralgemeinde Steinwiesen zugewiesen.

### Einwohnerentwicklung
| Jahr      | 001818 | 001861 | 001871 | 001885 |
| Einwohner |        | 6      | 4      | 6      |
| Häuser    | 1      |        |        | 1      |
| Quelle    | [ 1 ]  | [ 4 ]  | [ 5 ]  | [ 6 ]  |

## Religion
Der Ort war ursprünglich katholisch und nach Mariä Geburt (Steinwiesen) gepfarrt.

## Weblink
- Leitenberg in der Ortsdatenbank des bavarikon, abgerufen am 20. August 2021.